# Bezděkov (Pavlov)
Bezděkov (německy Steinkeller) je malá vesnice, část obce Pavlov v okrese Jihlava. Nachází se asi 2,5 km na severozápad od Pavlova. V roce 2009 zde bylo evidováno 26 adres. V roce 2001 zde trvale žilo 39 obyvatel.
Bezděkov leží v katastrálním území Bezděkov u Třešti o rozloze 2,3 km2.

## Název
Název se vyvíjel od varianty Bezdyekow (1390, 1415), v Bezdiekowie (1496), Steinkeller (1678) až k podobám Steinkeller a Bezděkow v roce 1846. Německé místní jméno Steinkeller znamenalo kamenný sklep a dávalo se studeným a kamenitým místům. České pojmenování vzniklo přidáním přivlastňovací přípony -ov k osobnímu jménu Bezděk.

## Historie
První písemná zmínka o obci pochází z roku 1360.
V roce 1961 se Bezděkov stal místní částí obce Pavlov.

## Přírodní poměry
Bezděkov leží v okrese Jihlava v Kraji Vysočina. Nachází se 1 km jižně od Stajiště, 2,5 km západně od Pavlova, 11 km severně od Telče a 1 km východně od Panenské Rozsíčky. Geomorfologicky je oblast součástí Česko-moravské subprovincie, konkrétně Křižanovské vrchoviny a jejího podcelku Brtnická vrchovina, v jehož rámci spadá pod geomorfologický okrsek Puklická pahorkatina. Západní hranici tvoří Moravská Dyje.

## Obyvatelstvo
Podle sčítání 1930 zde žilo v 22 domech 124 obyvatel. 124 obyvatel se hlásilo k československé národnosti. Žilo zde 124 římských katolíků.
| Rok            | 1869 | 1880 | 1890 | 1900 | 1910 | 1921 | 1930 | 1950 | 1961 | 1970 | 1980 | 1991 | 2001 | 2011 |
| -------------- | ---- | ---- | ---- | ---- | ---- | ---- | ---- | ---- | ---- | ---- | ---- | ---- | ---- | ---- |
| Počet obyvatel | 111  | 122  | 121  | 114  | 113  | 129  | 124  | 76   | 92   | 81   | 52   | 49   | 39   | 33   |

## Hospodářství a doprava
V obci byl nově zrekonstruován areál bývalého JZD na Q Ranch ,kde najdete 50 lůžek ,welness a vinný sklep ,venkovní bazén a krytou jezdeckou halu. Vyhledávané místo na firemní teambuildingy, školní akce a rodinné oslavy. Ranč se zabývá chovem amerických koní Quarterhorse a painthorse. Organizují zde výcvik a vycházky a vyjížďky Vysočinou od jedné hodiny až na celé dny. V obci rovněž sídlí truhlářství. Obcí prochází silnice III. třídy č. 4067 do Panenské Rozsíčky. Dopravní obslužnost zajišťuje dopravce ICOM transport. Autobusy jezdí ve směrech Třešť a Opatov. Obcí prochází cyklistická trasa č. 5092 z Panenské Rozsíčky do Pavlova.

## Školství, kultura a sport
Děti dojíždějí do základní školy v Třešti.

## Pamětihodnosti
- Boží muka za vsí